# Pikne
Pikne (auch Piken oder Pikker) war in der heidnischen estnischen Mythologie möglicherweise der Gott des Blitzes und Wettergott.

## Überlieferung
Die Überlieferung zu Pikne ist lückenhaft und spekulativ. Sie stützt sich vor allem auf Berichte aus dem mittelalterlichen estnischen Volksglauben.
Danach war Pikne (estnisch „Blitz“) der Beschützer unter anderem des Flusses Võhandu im Kreis Võru. Besonders die Eigentümer von Wassermühlen soll er mit Entzug des Regens gestraft haben. Ihm sollen heidnische Priester Tieropfer dargebracht haben. Ausführlich befasste sich der lutherische Pastor Johann Gutslaff in seinem 1644 in Tartu erschienenen Kurtzer Bericht und Unterricht Von der Falsch-heilig genandten Bäche in Lieffland Wöhhanda mit Pikne.
Nach Mythen, die der estnische Folklorist Matthias Johann Eisen (1857–1934) gesammelt und bearbeitet hat, soll Pikne der Bruder von Kõu und der Sohn von Uku sein. Eine Legende erzählt, dass der böse Unterweltgott Vanapagan Pikne eine magische Flöte gestohlen habe, ohne die der Gott keinen Regen mehr bringen könnte. Verärgert sandte Uku Pikne auf die Erde. Bei einer Hochzeit verkleidete sich dieser als Spielmann und entwendete Vanapagan das Instrument. Ein ähnliches Motiv findet sich in der eddischen Þrymskviða.
Die Verehrung Piknes ist auch bei anderen finno-ugrischen Völkern wie den Woten nachgewiesen.

## Nachwirkungen
Der Komponist Veljo Tormis und der Schriftsteller Ain Kaalep verarbeiteten in der 1974 veröffentlichten Litanei an den Blitz („Pikse litaania“) ein angebliches Gebet an Pikne, das Johann Gutslaff aufgezeichnet hatte.